# Deep Ecliptic Survey
Deep Ecliptic Survey (DES) je astronomický projekt zaměřený na hledání transneptunických objektů a těles skupiny kentaurů, založený roku 1998. Pro svou činnost využívá zařízení americké Národní optické astronomické observatoře (NOAO).
Díky projektu se podařilo přesněji stanovit střední rovinu Kuiperova pásu a také zavést nové definice různých skupin jeho těles.
Mezi významné objevy učiněné v rámci projektu Deep Ecliptic Survey mj. patří:
- (28978) Ixion, plutino.
- (19521) Chaos, kubewano.
- 1998 WW31, první objevená dvojplanetka mezi transneptunickými tělesy.
- (148209) 2000 CR105, první objevené těleso, jehož perihélium je příliš daleko na to, aby ho mohl ovlivňovat Neptun; tzv. těleso odděleného disku.
- (87269) 2000 OO67, transneptunické těleso s velmi neobvyklou a extrémně výstřední oběžnou dráhou. Jeho perihélium leží uvnitř dráhy Neptunu, ovšem dostává se i do vzdálenosti přesahující 1000 astronomických jednotek.
- 2001 QR322, první známý Neptunův trojan.
- 2002 XU93, transneptunické těleso s jednou z nejnakloněnějších oběžných drah (>68°).